# Sutton on the Hill
Sutton on the Hill – wieś w Anglii, w hrabstwie Derbyshire, w dystrykcie South Derbyshire. Leży 13 km na zachód od miasta Derby i 187 km na północny zachód od Londynu.